# کیت (نام خانوادگی)
کیت نام خانوادگی افراد زیر است:
- ارتا کیت
- برایان کیت